# Элиас, Джалиль
Джали́ль Хуа́н Хосе́ Элиас (араб. خليل إلياس‎; исп. Jalil Juan José Elías; род. 25 апреля 1996, Росарио, Санта-Фе) — сирийский футболист, полузащитник аргентинского клуба «Велес Сарсфилд» и сборной Сирии.

## Биография

### Клубная карьера
Элиас начинал карьеру в аргентинском клубе «Ньюэллс Олд Бойз», но в своём дебютном сезоне был только на скамейке запасных. Дебютировал в Примере Дивисьон 22 марта 2016 года в матче с клубом «Тигре» — матч закончился результативной ничьей 3:3. В своём дебютном сезоне сыграл 9 матчей, но не отметился забитыми мячами.
После двух сезонов в составе «Ньюэллс Олд Бойз» в январе 2018 года перешёл на правах аренды в «Годой-Крус». За новую команду дебютировал в Примере 8 февраля 2018 года в матче с «Ланусом» — «Годой Крус» выиграл матч со счётом 4:1. В том сезоне он сыграл за «Годой Крус» 14 матчей. В августе 2018 года подписал с «Годой Крусом» контракт на постоянной основе, но также играл на правах аренды за другие аргентинские клубы.
В июле 2019 года перешёл на правах аренды в «Унион» из Санта-Фе. В августе 2020 года появились трансферные слухи о переходе в итальянскую «Парму», но трансфер не состоялся.
10 февраля 2021 года Элиас перешёл в «Сан-Лоренсо де Альмагро», в составе которого играл в течение трёх сезонов и сыграл во всех турнирах 117 матчей.
4 января 2024 года перешёл в малайзийский «Джохор Дарул Тазим», за который сыграл один матч против «Негери Сембилана».
10 августа 2024 года перешёл в «Велес Сарсфилд» сроком на шесть месяцев по ссуде от клуба «Джохор Дарул Тазим».

### Карьера в сборной
В декабре 2023 года был включён в состав сборной на Кубок Азии 2023. На турнире был основным игроком и сыграл в 4 матчах — Сирия проиграла в серии пенальти сборной Ирана и выбыла из турнира.